# 朝鮮総督府警務局
朝鮮総督府警務局（ちょうせんそうとくふけいむきょく、旧字体：朝󠄁鮮總督府警務局）は、朝鮮総督府に置かれた部局。朝鮮における警察事務を管掌した。
本項では、前身となる統監府警務部についても述べる。

## 沿革
朝鮮における日本の警察機構は、統監府警務部を前身とする。警務顧問・丸山重俊の招聘が契機となり、1905年（明治38年）12月21日、統監府及理事庁官制（勅令第267号）により警務部（長は警務総長）が置かれ、理事庁に警部が置かれた。警務部には高等警察課・警務課・保安課・衛生課の4課が設置された。
1910年（明治43年）6月24日、大韓帝国の警察事務が日本に委任され、韓国の警視庁・警務局が廃止される。これに伴い、1910年（明治43年）6月30日の警察官署官制（勅令第296号）により、統監府外局として警察官署が設置され、中央に警務総監部、地方に警察部・警察署が置かれた。警務総監部の長は警務総長であり、韓国駐剳憲兵隊司令官がこの職を兼ね、韓国における警察事務を総務するとともに皇宮と漢城の警察事務を担当した。この制度は、韓国併合にともない朝鮮総督府が設置されたのちも引き継がれた。警務総監には憲兵隊司令官、各道の警務部長には憲兵隊長が任命され、地方行政機関の外に立って一般警察・衛生事務を統理・執行させた（憲兵警察制度）。
1919年（大正8年）8月20日、憲兵警察制度は廃止され、独立官庁（外局）であった警務総監部や、各道の警察部も廃止された。総督府（本府）には警務局が置かれ、地方では各道知事が警察権を行使することとなり、第三部（1921年2月以降「警務部」）が置かれた。また、廃止後の機構再編として警察署等も補強され、1920年（大正9年）に京城（ソウル）２署、平壌１署、咸鏡北道１署、釜山１署の計5つの警察署が新設置された。これに伴い各道の839箇所の駐在所及び14箇所の派出所のうち、防犯上重要な駐在所には警部補が追加配置された。

## 機構
1941年（昭和16年）9月1日現在。
- 警務局
  - 警務課
  - 防護課
  - 経済警察課
  - 保安課
  - 図書課
  - 衛生課
  - 発破技術員養成所

このほか、総督府所属官署として、警察官講習所などがあった。
各道には警察事務を担当する部局として警務部が置かれていた。

## 歴代局長
| 氏名               | 在任期間                                               | 備考                 |
| 統監府警務総長     | 統監府警務総長                                         | 統監府警務総長       |
| ------------------ | ------------------------------------------------------ | -------------------- |
| 岡喜七郎           | 1905年（明治38年）12月31日 - 1907年（明治40年）9月19日 |                      |
| 岡喜七郎           | 1907年（明治40年）9月19日 - 1910年（明治43年）6月14日  | 事務取扱             |
| 明石元二郎         | 1910年（明治43年）7月1日 - 1910年（明治43年）10月1日   |                      |
| 朝鮮総督府警務総長 |                                                        |                      |
| 明石元二郎         | 1910年（明治43年）10月1日 - 1914年（大正3年）4月17日   |                      |
| 立花小一郎         | 1914年（大正3年）4月17日 - 1916年（大正5年）4月1日     |                      |
| 古海巖潮           | 1916年（大正5年）4月1日 - 1918年（大正7年）7月24日     |                      |
| 兒島惣次郎         | 1918年（大正7年）7月24日 - 1919年（大正8年）8月20日    |                      |
| 朝鮮総督府警務局長 |                                                        |                      |
| 野口淳吉           | 1919年（大正8年）8月20日 - 1919年（大正8年）9月5日     | 死去                 |
| 赤池濃             | 1919年（大正8年）9月20日 - 1922年（大正11年）6月14日   |                      |
| 丸山鶴吉           | 1922年（大正11年）6月17日 - 1924年（大正13年）9月13日  |                      |
| 三矢宮松           | 1924年（大正13年）9月13日 - 1926年（大正15年）9月27日  |                      |
| 淺利三朗           | 1926年（大正15年）9月28日 - 1929年（昭和4年）11月8日   |                      |
| 森岡二朗           | 1929年（昭和4年）11月8日 - 1931年（昭和6年）6月26日    |                      |
| 池田清             | 1931年（昭和6年）6月26日 - 1936年（昭和11年）4月22日   |                      |
| 田中武雄           | 1936年（昭和11年）4月22日 - 1936年（昭和11年）9月5日   |                      |
| 三橋孝一郎         | 1936年（昭和11年）9月5日 - 1942年（昭和17年）6月2日    |                      |
| 丹下郁太郎         | 1942年（昭和17年）6月2日 - 1944年（昭和19年）8月1日    |                      |
| 西廣忠雄           | 1944年（昭和19年）8月1日 -                             | 日本統治下最後の局長 |